# 37 Волос Вероники
37 Волос Вероники (лат. 37 Comae Berenices), 13 Гончих Псов (лат. 13 Canum Venaticorum), LU Волос Вероники (лат. LU Comae Berenices), HD 112989 — кратная звезда в созвездии Волос Вероники на расстоянии приблизительно 694 световых лет (около 213 парсек) от Солнца.

## Характеристики
Первый компонент (WDS J13003+3047Aa) — оранжево-жёлтый гигант, эруптивная переменная звезда типа RS Гончих Псов (RS:) спектрального класса G9III, или G9II-III, или G8II-III, или K0. Видимая звёздная величина звезды — от +5,05m до +4,9m. Масса — около 4,681 солнечной, радиус — около 42,605 солнечного, светимость — около 741,917 солнечной. Эффективная температура — около 4490 K.
Второй компонент — красный карлик спектрального класса M. Масса — около 275,93 юпитерианской (0,2634 солнечной). Удалён в среднем на 2,502 а.е..
Третий компонент (WDS J13003+3047Ab). Видимая звёздная величина звезды — +8,55m. Масса — около 1,36 солнечной. Удалён на 0,1 угловой секунды.
Четвёртый компонент (HD 112989B) — оранжево-жёлтая звезда спектрального класса K-G. Видимая звёздная величина звезды — +13m. Масса — около 0,48 солнечной. Эффективная температура — около 5096 K. Удалён на 5,3 угловой секунды.